# Hello Mr. my yesterday
〈Hello Mr. my yesterday〉(헬로 미스터 마이 예스터데이, 일본어: ハロー・ミスター・マイ・イエスタデー 하로 미스타 마이 이에스타데[*])는 Hundred Percent Free의 첫 번째 싱글이다. 2년 뒤인 2012년 3월 21일부터 투니버스에서 방영을 시작한 명탐정 코난 10기 주제가로 애쉬그레이에 의해 커버됐으며, 그 2년 뒤인 2014년 10월 1일에 한국어 버전이 디지털 싱글로 발매됐다. 

## 개요
아래의 방송 닫는 곡으로 사용됐다(코난 이외에는 1월)
- 요미우리 TV제작 닛폰 TV계 《명탐정 코난》　※해당 애니메이션에서의 첫 타이업.
- 메~테레 《킹콩이 있는 것 없는 것》
- 나가노 아사히 방송 《정보 파라다이스》
- 스카퍼! 《MUSIC FOCUS》
- TV 가나자와 《이웃의 TV 킨짱》

첫 비자작곡. 초회반에만 DVD 부속. 
자켓에 등장하고 있는 헌드레 군은 DJ인 B-BURG를 모델로 한 것이다. 

## 수록곡
CD
| #  | 제목                                      | 작사                 | 작곡              | 편곡 | 재생 시간 |
| -- | ----------------------------------------- | -------------------- | ----------------- | ---- | --------- |
| 1. | 〈Hello Mr. my yesterday〉                | Tack, Ko-KI L(R)UCCA | 후지모토 타카노리 |      |           |
| 2. | 〈Boom Boom Dreamer〉                     | Tack, Ko-KI L(R)UCCA | SIG               |      |           |
| 3. | 〈Hello Mr. my yesterday (Instrumental)〉 |                      | 후지모토 타카노리 |      |           |
| 4. | 〈Boom Boom Dreamer (Instrumental)〉      |                      | SIG               |      |           |

DVD
| #  | 제목                                   | 재생 시간 |
| -- | -------------------------------------- | --------- |
| 1. | 〈Hello Mr.my yesterday (MUSIC CLIP)〉 |           |

## 애쉬그레이 버전
〈Hello Mr. my yesterday〉는 애쉬그레이가 2014년 10월 1일에 발매한 디지털 싱글이며, 2012년 3월 21일부터 2012년 5월 31일까지 투니버스에서 방영된 《명탐정 코난》의 주제가로 쓰였다. 
| TV 애니메이션 《명탐정 코난》 닫는 곡 2010년 1월 9일 (562화) ~ 2010년 9월 11일 (587화) |                                                 |                                                    |
| 이전 곡: 브레이커즈 〈빛〉                                                             | Hundred Percent Free 〈Hello Mr. my yesterday〉 | 다음 곡: 쿠라키 마이 〈Tomorrow is the last Time〉 |